# Équipe du Mozambique féminine de basket-ball
Cet article traite de l'équipe féminine. Pour l'équipe masculine, voir Équipe du Mozambique masculine de basket-ball.
Maillots
L'équipe du Mozambique féminine de basket-ball est l'équipe nationale qui représente la Mozambique dans les compétitions internationales féminines de basket-ball. Elle est placée sous l'égide de la Fédération du Mozambique de basket-ball (FMB). L'équipe est affiliée à la FIBA depuis 1978.
La Mozambique ne s'est jamais qualifiée pour un tournoi olympique, elle dispute pour la première fois une Coupe du monde en 2014. Les mozambicains sont deuxièmes de AfroBasket, en 1986, 2003 et 2013.

## Résultats

### Palmarès
| Compétitions mondiales                             | Compétitions continentales | Autres compétitions                                     |
| -------------------------------------------------- | --- | ------------------------------------------------------- |
| - Jeux olympiques - Néant - Coupe du monde - Néant | - AfroBasket - Finaliste en 1986, 2003 et 2013 - Troisième en 1990, 1993 et 2005 - Jeux africains (1) - Vainqueur en 1991 - Finaliste en 1995 | - Jeux de la Lusophonie (2) - Vainqueur en 2006 et 2014 |

### Parcours en compétitions internationales

#### Jeux olympiques
| Année | Position      |      | Année         | Position |               | Année | Position |
| 1976  | Non qualifiée | 1996 | Non qualifiée | 2016     | Non qualifiée |       |          |
| 1980  | Non qualifiée | 2000 | Non qualifiée | 2020     | Non qualifiée |       |          |
| 1984  | Non qualifiée | 2004 | Non qualifiée | 2024     | Non qualifiée |       |          |
| 1988  | Non qualifiée | 2008 | Non qualifiée | 2028     | -             |       |          |
| 1992  | Non qualifiée | 2012 | Non qualifiée | 2032     | -             |       |          |

#### Coupe du monde
| Année | Position           |      | Année         | Position |               | Année | Position |
| 1953  | Équipe inexistante | 1979 | Non qualifiée | 2006     | Non qualifiée |       |          |
| 1957  | Équipe inexistante | 1983 | Non qualifiée | 2010     | Non qualifiée |       |          |
| 1959  | Équipe inexistante | 1986 | Non qualifiée | 2014     | 15e           |       |          |
| 1964  | Équipe inexistante | 1990 | Non qualifiée | 2018     | Non qualifiée |       |          |
| 1967  | Équipe inexistante | 1994 | Non qualifiée | 2022     | Non qualifiée |       |          |
| 1971  | Équipe inexistante | 1998 | Non qualifiée | 2026     | -             |       |          |
| 1975  | Équipe inexistante | 2002 | Non qualifiée | 2030     | -             |       |          |

#### AfroBasket
| Année | Position           |      | Année         | Position |           | Année | Position |
| 1966  | Équipe inexistante | 1990 | Troisième     | 2013     | Finaliste |       |          |
| 1968  | Équipe inexistante | 1993 | Troisième     | 2015     | 6e        |       |          |
| 1970  | Équipe inexistante | 1994 | 4e            | 2017     | 4e        |       |          |
| 1974  | Équipe inexistante | 1997 | Non qualifiée | 2019     | 4e        |       |          |
| 1977  | Équipe inexistante | 2000 | 6e            | 2021     | 5e        |       |          |
| 1979  | Non qualifiée      | 2003 | Finaliste     | 2023     | 5e        |       |          |
| 1981  | Non qualifiée      | 2005 | Troisième     | 2025     | 6e        |       |          |
| 1983  | 4e                 | 2007 | 4e            | 2027     | -         |       |          |
| 1984  | 5e                 | 2009 | 6e            | 2029     | -         |       |          |
| 1986  | Finaliste          | 2011 | 5e            | 2031     | -         |       |          |

## Effectif actuel
| Numéro | Joueuse               | Poste       | Naissance         | Taille | Club 2016-2017              |
| ------ | --------------------- | ----------- | ----------------- | ------ | --------------------------- |
| 4      | Iliana Ventura        | Meneur      | 14 février 1990   | 1,69 m |                             |
| 5      | Aquila Mucubaquine    | Arrière     | 20 novembre 1995  | 1,72 m |                             |
| 6      | Chanaya Pinto         | Ailier      | 25 juin 2000      | 1,86 m | Quinta dos Lombos           |
| 7      | Anabela Cossa         | Arrière     | 7 avril 1986      | 1,72 m | Clube Ferroviário de Maputo |
| 8      | Amelia Massingue      | Meneur      | 23 septembre 1985 | 1,69 m | Clube Ferroviário de Maputo |
| 9      | Catia Halar           | Arrière     | 28 novembre 1982  | 1,72 m | L. D. de Maputo Moçambique  |
| 10     | Eleuteria Lhavanguane | Ailier      | 12 novembre 1997  | 1,81 m | Clube Ferroviário de Maputo |
| 11     | Leia Dongue           | Ailier fort | 24 mai 1991       | 1,85 m | Primeiro de Agosto          |
| 12     | Rute Muianga          | Arrière     | 6 avril 1983      | 1,77 m | Clube Ferroviário de Maputo |
| 13     | Elizabeth Pereira     | Ailier      | 8 novembre 1991   | 1,70 m | Clube Ferroviário de Maputo |
| 14     | Odelia Mafanela       | Pivot       | 14 avril 1989     | 1,81 m | Clube Ferroviário de Maputo |
| 15     | Tamara Seda           | Pivot       | 19 juin 1994      | 1,92 m | Miners d'UTEP               |

Entraîneur :  Nasir Salé
Assistante : Deolinda Ngulela.